# Simeon Fox
Simeon Fox (o Foxe; 1568 – 1642) è stato un medico inglese, presidente del Royal College of Physicians.

## Biografia
Era il figlio più giovane di John Foxe e nacque nella casa del duca di Norfolk. Studiò presso il collegio di Eton per poi proseguire gli studi nel 1583 presso il King's College di Cambridge, dove conseguì dapprima un Bachelor of Arts nel 1587 e quindi un Master of Arts nel 1591.
Il vescovo John Piers gli promise una prebenda, ma preferì studiare medicina. Dopo aver lasciato il college risiedette per qualche tempo presso l'arcivescovo John Whitgift. Si trasferì in l'Italia e conseguì la laurea in Medicina presso l'Università di Padova. Al suo ritorno in Inghilterra prestò servizio militare e fu con Sir John Norris e il conte di Southampton in Irlanda e nei Paesi Bassi. Nei Paesi Bassi si dice che sia stato fatto prigioniero e detenuto per un certo tempo a Dunkerque.
Raggiunse Londra nel 1603, e iniziò a praticare la medicina, ottenendo un successo nella sua professione. Fu ammesso al Collegio dei Medici il 30 settembre 1605 e divenne borsista il 25 giugno 1608. Fu censore nel 1614, 1620, 1621, 1623, 1624, 1625, 1631 e 1632; fu cancelliere dal 20 novembre 1627, tesoriere dal 3 dicembre 1629 a seguito della rinuncia di William Harvey a tale carica; fu lettore di anatomia dal 1630;  presidente dal 1634 al 1640; consigliere nel 1641.
Morì il 20 aprile 1642 e fu sepolto nella cattedrale di St Paul, vicino al monumento di Thomas Linacre.